# Дарко Танаскович
Дарко Танаскович (серб. Дарко Танасковић; нар. 4 січня 1948) — сербський ісламолог, професор університету в Белграді, філолог-сходознавець,  письменник, перекладач, академік та дипломат. Танаскович був послом Сербії в Туреччині, Азербайджані, Ватикані, Суверенному військовому Мальтійському ордені  та ЮНЕСКО.  Дарко написав понад 600 наукових праць і статей.

## Життєпис
Дарко народився в 1948 році в Загребі. Його батько генерал Райко Танаскович. Дарко закінчив початкову та середню школу в Белграді у 1966 році, після чого вступив до філологічного факультету Белградського університету. Він закінчив бакалаврат за спеціальністю «Східна філологія» у 1970 році. У 1972 році здобув ступінь магістра, а у 1979 році захистив докторську дисертацію на тему «Арабська мова в сучасному Тунісі — диглосія і білінгвізм». У 1971 році став асистентом, а в 1981 році доцентом на кафедрі сходознавства філологічного факультету в Белграді. У 1989 році обійняв посаду професора. Танаскович викладав арабську мову, арабську літературу, турецьку мову, вступ до східної філології, перську літературу, основи ісламської цивілізації. Деякий час працював завідувачем кафедри сходознавства та заступником декана філологічного факультету.
У часи викладацької кар'єри Танасковича запрошували працювати в університети Скоп'є, Сараєво та у Вищу школу соціальних наук у Парижі. З 2007 року Дарко викладає в Університеті ООН у Белграді. З 1999 року Танаскович працює в Університеті прикладних наук «Мегатренд», а з 2008 року — в Академії дипломатії та безпеки. Дарко викладає на факультеті медіа та комунікацій, Белградській відкритій школі (BOŠ) та Інституті геополітичних студій в Белграді.
З 1990 року Танаскович був членом Виконавчого комітету Європейського університету в Римі. З 1995 року член Європейської академії наук і мистецтв у Зальцбурзі. Дарко був членом Комісії зрілості та Ради директорів Белградського університету. Нині член Асоціації літературних перекладачів, Асоціації сербських письменників та Сербського ПЕН-клубу. Також член ради директорів Асоціації водного поло Сербії, SKZ та Інституту літератури і мистецтв в Белграді.
1995—1999 роки посол Федеративної Республіки Югославії в Турецькій Республіці.
1998—1999 роки посол СРЮ в Азербайджані.
2002—2008 роки посол СРЮ у Ватикані та в Мальтійському Ордені.
З 2014 року Дарко посол Сербії при ЮНЕСКО.
Танаскович володіє англійською, французькою, арабською, турецькою, італійською та російською мовами. Також знає класичні мови: латинь та давньогрецьку. Одружений. Має трьох дітей.

## Нагороди
- Орден Пія IX
- Орден св. Сави

- У 2009 році став лауретом нагороди «Золотий Беочуг» за постійний внесок у культуру Белграда.

## Вибрані праці
1. Pusto tursko (2021)
2. Autonomija mišljenja: novi razgovori sa Darkom Tanaskovićem (2016)
3. Veliki povratak Turske?: Neoosmanizam ili Islamizam (2015)
4. Belezi vremena (2014)
5. Golub koji nije postao ptica (2012)
6. Neoosmanizam — povratak Turske na Balkan: doktrina i spoljnopolitička praksa (2010; 2011)
7. Islam: dogma i život (2008)
8. Gramatika arapskog jezika (co-authored with A. Mitrović, 2005)
9. Jugoistok Srbije: Kontinuitet krize i mogući ishodi (s grupom autora, 2001)
10. Islam i mi (вид. 1. ‒ 2000; вид. 2. ‒ 2002; вид. 3. ‒ 2006; вид. 4. ‒ 2010). Beograd: Partenon.
11. Autonomija mišljenja (2000)
12. Na Istoku Zapada (2000)
13. Tursko-srpski rečnik (co-author with S. Đinđić i M. Teodosijević, 1997)
14. Protivrečnosti neobošnjaštva. Bosna i Hercegovina od srednjeg veka do novijeg vremena. Beograd: Istorijski institut SANU. 1995. с. 47–56. ISBN 9788677430078.
15. U dijalogu s islamom (1992)
16. Kontrastivna analiza arapskog i srpskohrvatskog jezika (1982)
17. Arapski jezik u savremenom Tunisu (1982)
18. Sufizam (co-authoed with I. Šop)
19. Arapska poezija (1977)